# Doboj
Doboj (serbio cirílico: Добој) es una ciudad y  municipio de la entidad República Srpska, en Bosnia y Herzegovina, situada junto al río Bosna. Doboj es el mayor nudo ferroviario nacional; como tal, las sedes de Ferrocarriles de la República Srpska, y de Empresa de Ferrocarriles de Bosnia y Herzegovina se encuentran en Doboj. Es una de las ciudades más antiguas del país, y el más importante centro urbano del norte de Bosnia. Es, además, capital administrativa de la región homónima.

## Geografía
Antes de la guerra de Bosnia, el municipio del mismo nombre comprendía una zona de mayor superficie. Una gran parte del municipio de preguerra forma ahora parte de la República Srpska, incluida la propia ciudad, (región de Doboj). Las zonas rurales del sur forman parte del cantón de Zenica-Doboj, en la Federación de Bosnia y Herzegovina, y las zonas rurales de la parte oriental, del cantón de Tuzla, también en la Federación. Las partes del municipio anterior a la guerra que se encuentran ahora en la Federación de Bosnia y Herzegovina son los municipios de Doboj Sur (Doboj Jug), Doboj Oriental (Doboj Istok) y Usora.

## Historia
La primera mención oficial del asentamiento es de 1415, y fue escrito en la carta emitida por la  República de Dubrovnik al emperador húngaro Segismundo, aunque son numerosos los utensilios y objetos que se han encontrado (Museo Nacional de Bosnia-Herzegovina en Sarajevo y Museo Regional de Doboj) que confirman el hecho de que la zona había sido habitada desde la Edad de Piedra, y que el Imperio romano tenía un campamento del ejército (Castrum) y un asentamiento (Canabea) en las proximidades de la ciudad, que datan del siglo I. Tras la llegada de los  eslavos en el siglo VI se convirtió en una parte de la región de Usora.
La fortaleza de Doboj, construida a principios del siglo XIII y ampliada en 1415, cayó bajo el Imperio otomano en 1476, para ser ampliada una vez más en 1490. Se trata de un obstáculo muy importante para los invasores procedentes del norte, húngaros, y, más tarde, austriacos y germánicos. Fue construida bajo un estilo gótico-románico, con torres góticas y ventanas románicas. Doboj fue el sitio de una gran batalla entre los húngaros y una coalición bosnio-turca en agosto de 1415, en la que los húngaros fueron derrotados en gran medida. Como una importante fortaleza fronteriza (entre el Reino de Bosnia y Hungría), también fue atacada con frecuencia (18 veces oficialmente registradas) durante la guerra Austro-otomana, y finalmente fue tomada por los Habsburgo en 1878.
Durante la Primera Guerra Mundial, Doboj acogió el mayor campo de concentración del Imperio austrohúngaro para  serbios. De acuerdo con las cifras oficiales, albergó, entre el 27 de diciembre de 1915 y el 5 de julio de 1917:
- 16 673 hombres de Bosnia y Herzegovina (en su mayoría de etnia serbia)
- 16 996 mujeres y niños de Bosnia y Herzegovina (en su mayoría de etnia serbia)
- 9172 soldados y civiles (hombres, mujeres y niños) del Reino de Serbia
- 2950 soldados y civiles del Reino de Montenegro

En total, 45 791 personas.
En febrero de 1916, las autoridades comenzaron la reorientación de los prisioneros a otros campos. Los serbios de Bosnia fueron en su mayoría enviados a Győr (Sopronyek, Šopronjek/Шопроњек).
La mayoría de los internados de Bosnia fueron familias enteras de las regiones fronterizas del este de Bosnia y Herzegovina. Se dice que 5000 familias fueron expulsadas sólo del distrito de Sarajevo, al este de Bosnia, a lo largo de la frontera con los reinos de Serbia y Montenegro.
El escritor Ivo Andrić fue uno de los reclusos del campo.
Durante la Segunda Guerra Mundial, Doboj fue una sede importante para los  partisanos. Desde su levantamiento inicial en agosto de 1941, hasta el final de la guerra, la División de Partisanos Ozren llevó a cabo numerosas acciones contra las fuerzas de ocupación, constituyendo el primer éxito de estas operaciones en Bosnia y Herzegovina. La ciudad fue liberada el 17 de abril de 1945.
Durante la guerra de Bosnia, la ciudad de Doboj fue bombardeada continuamente por las fuerzas bosnias y croatas (la propia ciudad y sus alrededores sufrieron más de 5500 ataques de mortero y tanques durante el período de mayo de 1992 a octubre de 1995). Como resultado, más de 60 ciudadanos de Doboj murieron y varios cientos resultaron heridos.

## Demografía

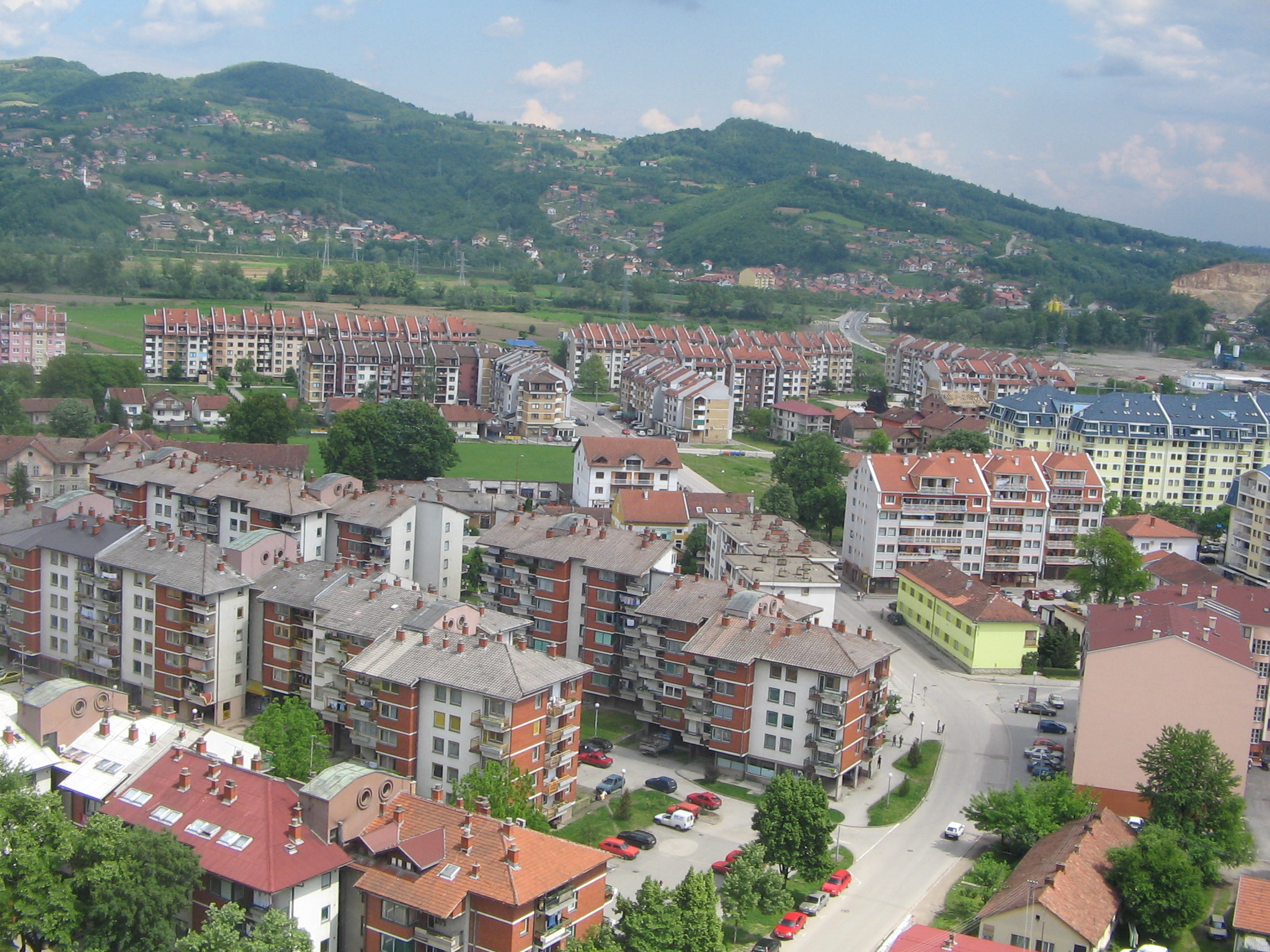
Imagen de la ciudad de Doboj.

En 2007 se anunció que es probable que en 2011 tenga lugar un censo de todo el país. Actualmente, los únicos censos oficiales son los de 1971 y 1991, pero que no reflejan la actual demografía de la población debido a los acontecimientos de la última década, que han provocado cambios permanentes.

### 1971
Total: 88 985
- Musulmanes: 32 418 (36,43 %)
- Serbios: 39 884 (44,82 %)
- Croatas: 14 754 (16,58 %)
- Yugoslavos: 1124 (1,26 %)
- Otros: 805 (0,91 %)

### 1991
En 1991, antes de las guerras Yugoslavas, el municipio de Doboj (actualmente dividido entre la República Srpska y la Federación de Bosnia y Herzegovina estaba habitado por 102 519 personas, entre ellas:
- 41 164 musulmanes de nacionalidad (40,14 %)
- 39 820 serbios (38,83 %)  (Véase: serbobosnio)
- 13 264 croatas (12,93 %)  (Véase: bosniocroata)
- 5765 yugoslavos (5,62 %)
- 2536 otros (2,48 %)

## Economía

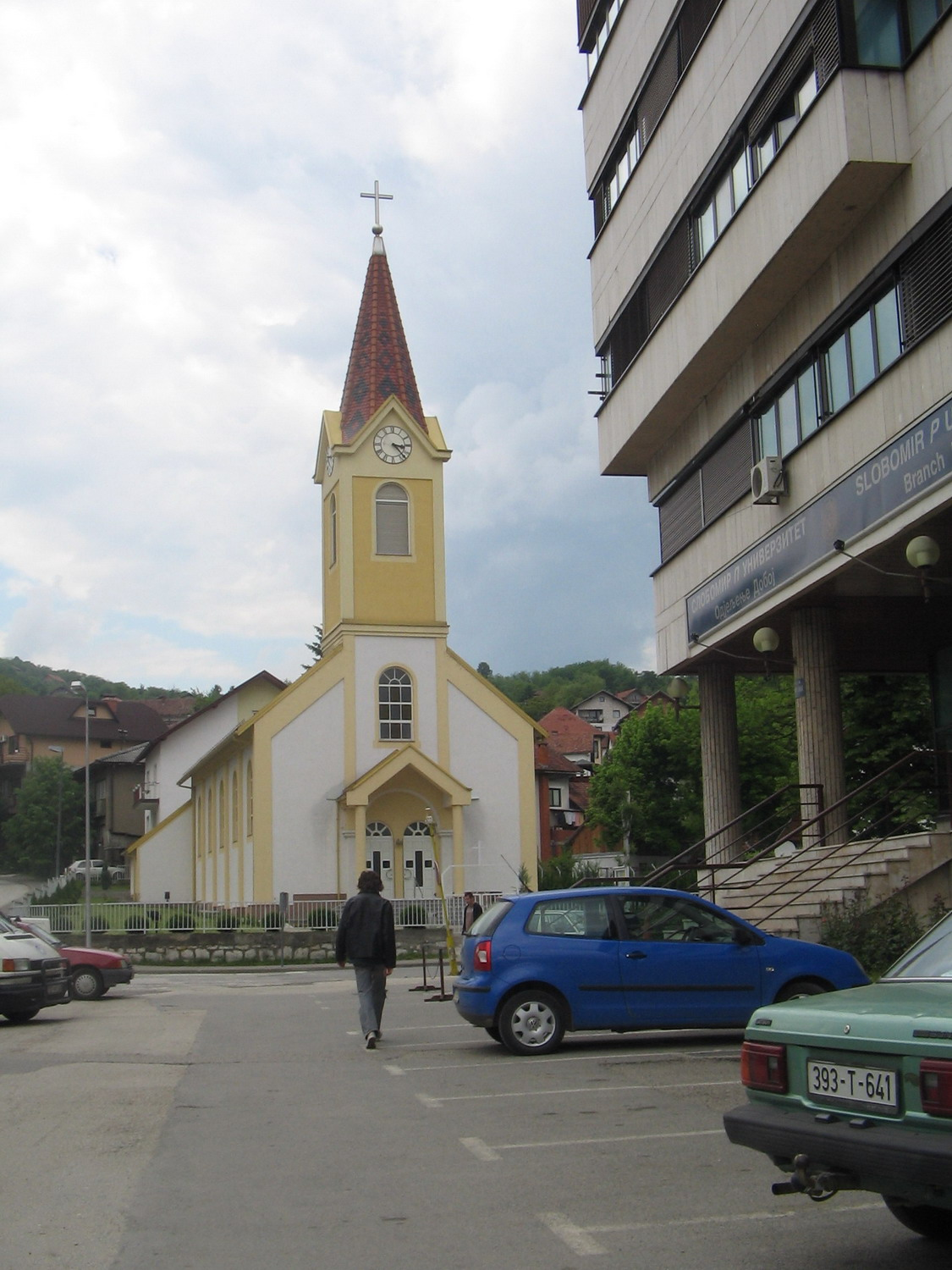
Iglesia en Doboj.

Como eje ferroviario, antes de la guerra de Bosnia, Doboj centró gran parte de sus actividades industriales en torno a ella. Por otra parte, como centro regional, alberga varias fábricas, muchas en quiebra por mala gestión o privatizadas. El grueso de la economía, como en el resto del país sufre la transición mal ejecutada de ser controlada por el Estado a una economía de mercado, y se basa sobre todo en el sector servicios: Doboj es una de las tres principales ciudades en cuanto a número de establecimientos hosteleros de Bosnia y Herzegovina.
La industria local ha aumentado con el inicio de la construcción de una planta de energía eléctrica en el suburbio de Stanari. Además, las inversiones en la refinería de petróleo de Modriča se espera que aumenten el tráfico ferroviario.

## Lugares importantes
- La Fortaleza de Doboj, de principios del siglo XIII, situada en una colina sobre la ciudad, renovada durante el año 2006.
- Los restos del campamento militar romano de Castrum, del siglo I (justo en la confluencia de los ríos Usora y Bosna.
- El museo regional (Завичајни Музеј Добој oZavičajni Muzej Doboj).
- El monumento dedicado a los civiles serbios muertos en la Primera Guerra Mundial en el campo de concentración de Doboj.
- La antigua estación de tren construida en tiempos del Imperio Austro-Húngaro, en 1878 (la estación de tren más antigua de Bosnia y Herzegovina).